# Shunsuke Ōyama
Shunsuke Ōyama (japanisch 大山 俊輔 Ōyama Shunsuke; * 6. April 1986 in der Präfektur Saitama) ist ein ehemaliger japanischer Fußballspieler.

## Karriere
Ōyama erlernte das Fußballspielen in der Jugendmannschaft von Urawa Reds. Seinen ersten Vertrag unterschrieb er 2004 bei den Urawa Reds. Der Verein spielte in der höchsten Liga des Landes, der J1 League. 2007 wechselte er zum Zweitligisten Ehime FC. Für den Verein absolvierte er 46 Ligaspiele. 2008 wechselte er zum Ligakonkurrenten Shonan Bellmare. Für den Verein absolvierte er 16 Ligaspiele. 2009 kehrte er zu Ehime FC zurück. Für den Verein absolvierte er 128 Ligaspiele. 2013 wechselte er zum Ligakonkurrenten Kataller Toyama. Am Ende der Saison 2014 stieg der Verein in die J3 League ab. Für den Verein absolvierte er 42 Ligaspiele. Ende 2016 beendete er seine Karriere als Fußballspieler.

## Erfolge
Urawa Reds
- J1 League

Meister: 2006
Vizemeister: 2004, 2005
- J.League Cup

Finalist: 2004
- Kaiserpokal

Sieger: 2005, 2006